# Rivers Cuomo
Rivers Cuomo (ur. 13 czerwca 1970 w Nowym Jorku) – amerykański muzyk, urodzony w Nowym Jorku. Większość swojego dzieciństwa spędził w Connecticut, skąd wyprowadził się do Los Angeles w wieku 20 lat. Założyciel (w 1992 roku) i główny kompozytor w power popowym zespole Weezer, z którym wydał dziewięć albumów studyjnych. Wcześniej muzyk wielu amatorskich grup, głównie grających popularny w latach 80. glam metal. Podczas przerwy w działalności zespołu w latach założył zespół Homie, z którym nagrał nigdy nie wydaną płytę. Równocześnie z działaniem w zespole Weezer, zajął się działalnością solową. W grudniu 2007 zadebiutował z pierwszą solową płytą Alone: The Home Recordings of Rivers Cuomo, która zawierała jego piosenki nagrywane już od 1992 roku. Prawie rok później pojawiła się druga płyta: Alone II: The Home Recordings of Rivers Cuomo. Trzecia, i jak dotychczas ostatnia, Alone III: The Pinkerton Years, została wydana w grudniu 2011.

## Współpraca
Współpracował z takimi artystami i zespołami jak Cold, Sugar Ray, The Rentals, Aly & AJ i Mark Ronson. Ponadto nawiązał współpracę z Enrique Iglesiasem, Fredem Durstem i byłym basistą swojego zespołu Mattem Sharpem, ale te utwory nigdy nie zostały wydane. Od 2007 roku wydaje kompilacje swoich nagrań demo jakie stworzył i ciągle tworzy od 1990 roku, w większości przypadków grając na wszystkich instrumentach. Jak do tej pory ukazały się dwie płyty z tej serii, oraz jedna koncertowa, gdzie wykonuje utwory ze swoich płyt i Weezera z fanami.

### Ścieżki do filmów
Cuomo napisał piosenkę "American Girls" będącą soundtrackiem do filmu Meet The Deedles, która jest jedynym oficjalnym śladem działalności zespołu w latach 1997-1999. Ponadto zespół Weezer nagrał piosenkę "You Might Think", która pojawia się w animowanym filmie Auta 2.

## Życie prywatne
18 czerwca 2006 Cuomo poślubił Kyoko Ito, którą znał od marca 1997. Para ma dwójkę dzieci: córkę Mię, urodzoną w maju 2007 oraz syna Leo, urodzonego w roku 2012.

Jest wegetarianinem.

Interesuje się piłką nożną. W dzieciństwie marzył o karierze sportowej, która nie była możliwa z powodu problemów ze zdrowiem. Do dzisiaj chętnie bierze udział w różnych przedsięwzięciach związanym z piłką. W teledysku do piosenki Photograph każdy z członków zespołu zajmuje się jakąś dyscypliną sportową, Rivers wybrał grę w piłkę nożną. Jego ulubionym piłkarzem jest Landon Donovan 

6 grudnia 2009 miał wypadek podczas podróży z Bostonu do Toronto. Autobus, w którym przebywał wraz z rodziną rozbił się na oblodzonej drodze. Rivers miał złamane żebra oraz wewnętrzne krwawienie. Jego zonie i córce udało się uniknąć obrażeń. Zespół odwołał wszystkie nadchodzące koncerty. Na scenę powrócił 20 stycznia 2010 roku.

## Dyskografia

### Albumy solowe
- Alone: The Home Recordings of Rivers Cuomo (2007)
- Alone II: The Home Recordings of Rivers Cuomo (2008)
- Not Alone - Rivers Cuomo and Friends: Live at Fingerprints (2009)
- Alone III: The Pinkerton Years (2010)

## Filmografia
- Sound City (jako on sam, 2013, film dokumentalny, reżyseria: Dave Grohl)[2]